# 광주여자대학교
광주여자대학교(光州女子大學校, Kwangju Women's University)는 대한민국 광주광역시 광산구에 있는 사립 여자대학이다.
1992년 설립된 광주여자전문대학이 모태로, 1997년 일반대학으로 승격된 이래 대한민국의 비수도권 소재 여자대학 중 유일한 일반대학으로 있다. 국문 약칭으로 광주여대(光州女大) 등이 사용된다. 단과대학 편성없이 23개 학부 전공, 일반대학원과 2개의 특수대학원으로 구성한다.

## 연혁
1992년 1월 31일, 오치석이 설립한 학교법인 송강학원에 의하여 광주여자전문대학이 설립되었다. 같은해 3월 25일 개교하였다. 1996년 12월 21일, 일반대학으로 승격되어 광주여자대학교로 교명을 변경하여 현재에 이르고 있다.

## 교육편제
광주여자대학교는 학부와 대학원 과정을 모두 편제하고 있다.

### 학부
광주여자대학교의 학부 과정은 2023년 현재 단과대학 편성 없이 인문사회, 사범, 보건, 자연과학, 예체능 등 5개 계열을 자체적으로 설치하고 하위로 2개 학부, 18개 학과, 5개 전공이 설치되어 있다.

### 대학원
광주여자대학교 대학원은 일반 1개원, 특수 2개원으로 구성한다. 일반대학원의 경우 석사과정 7개 학과, 박사과정 2개 학과를 편제한다. 특수대학원의 경우 교육대학원과 사회개발대학원을 설치하고 있다.